# Eyüp-Sultan-Moschee (Gersthofen)

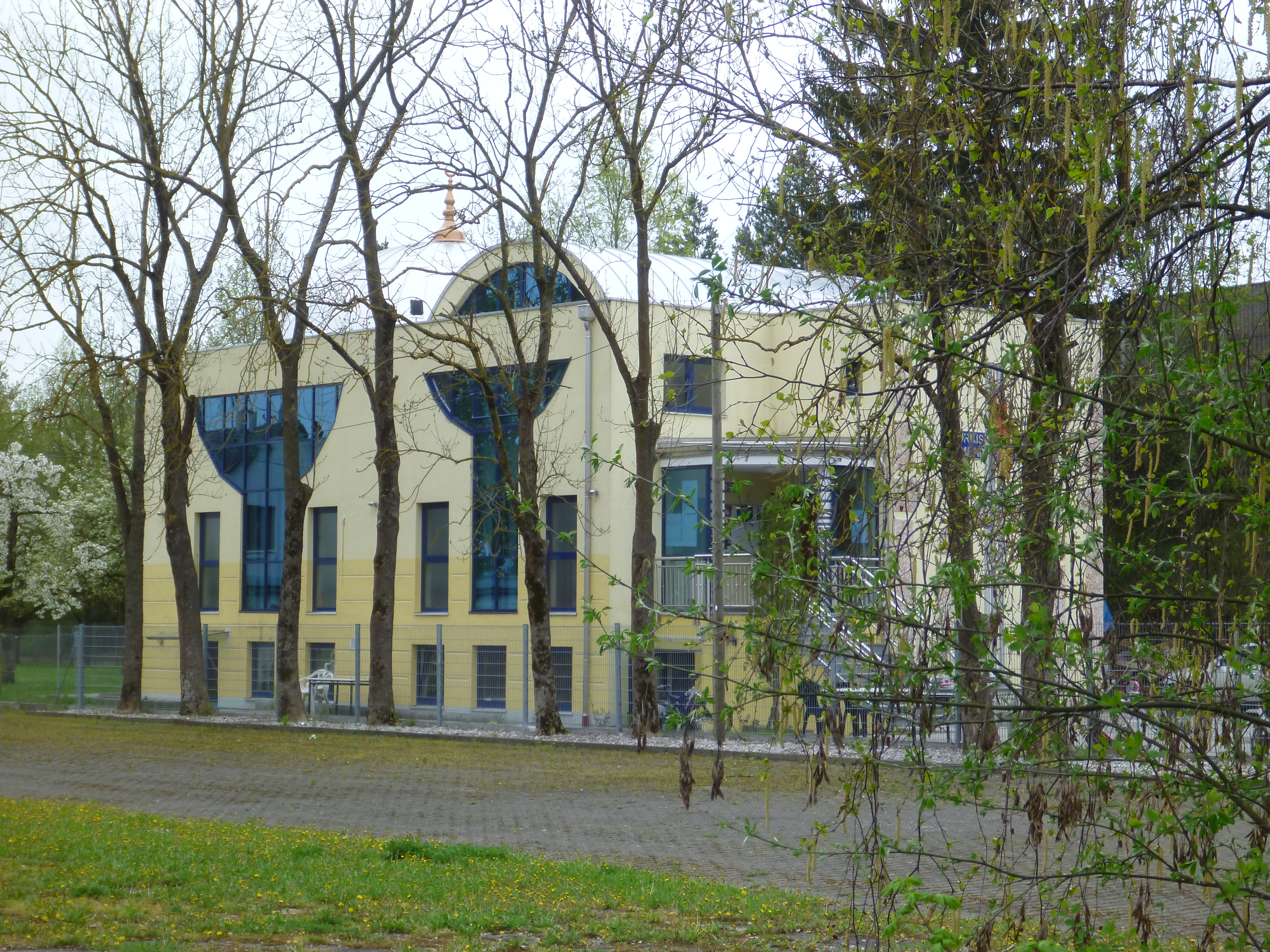
Frühere Nordwestansicht der Moschee

Die Eyüp-Sultan-Moschee der Gersthofener Moscheegemeinde wurde im Juni 2008  eingeweiht. Der Moscheeverein gehört zur Türkisch-Islamischen Union (DITIB).

## Geschichte
Die Moscheegemeinde beschloss 1998 eine neue Moschee zu bauen. Zuvor wurde eine Garage als Gebetsraum genutzt, die keinen Waschbrunnen bot und zu niedrig war.
Der Gersthofer Alt-Bürgermeister Siegfried Deffner hatte sich für den Bau der Moschee in Gersthofen starkgemacht. Ursprünglich sollte die Moschee wesentlich größer werden, doch nach vier Bauanträgen nacheinander wurde sie wesentlich verkleinert. 2005 wurde das Architekturbüro Yilbirt mit dem Bau beauftragt, der Baubeginn fand im Oktober 2006 statt. Ein Jahr später konnte die Moschee während des Ramadan schon von den Gemeindemitgliedern genutzt werden.
Bei der Eröffnungszeremonie waren der evangelische und der katholische Pfarrer anwesend. Zusammen überreichten sie Mustafa Kabak, dem damaligen Vorsitzenden der Türkisch-Islamischen Gemeinde, einen Korb mit Brot und Salz.

## Moschee
Vom türkischen Architekten Sedat Yilbirt stammt nicht nur das Gebäude, sondern auch die Einrichtung. Das Äußere der Moschee wirkt modern, das Innere ist traditionell ausgestattet. Die hölzerne Eingangstür wurde in Kündekari-Technik hergestellt, dabei werden kleine Holzstücke so zusammengefügt, dass eine Haltbarkeit von über hundert Jahren gewährleistet ist. Die Innenausbauten wurden in der Türkei gefertigt und lehnen sich damit an den klassischen Stil an, der über Jahrhunderte im arabischen Raum verbreitet war und auf das 14. bis 17. Jahrhundert zurückgeht. Die Kosten für den Bau beliefen sich auf 700.000 Euro, wobei zu berücksichtigen ist, dass die Gemeinde sehr viel Eigenleistung erbracht hat.
Die Kuppel hat einen Durchmesser von acht Metern und ist mit einzelnen Goldblättern und einem Koranvers am Rand verziert. Eine Besonderheit der Moschee ist der 400 Kilogramm schwere Leuchter, der aus drei frei schwebenden goldenen Ringen besteht, an welchen insgesamt 64 Leuchten befestigt sind. Die Predigtkanzel aus Nussholz ist ein mit feinen und verschlungenen Motiven verziertes Kunstwerk und wurde von osttürkischen Handwerkern in siebenmonatiger Arbeit angefertigt. Auf ein Minarett wurde beim Bau der Moschee verzichtet. Die Fenster sind großflächig ausgeführt und symbolisieren zwei betende Hände, die sich zum Himmel ausstrecken. Die Malereien in der Moschee wurden ohne Schablonen von vier türkischen Kalligraphen über vier Wochen hinweg gemalt. Die Frauen beten ein Stockwerk höher und versetzt.
Die Eyüp-Sultan-Moschee enthält einen Männer-Gebetsraum mit 136 m² und einen Frauen-Gebetsraum mit 56 m² und bietet insgesamt 300 Gläubigen Platz.